# Jack Bell (cầu thủ bóng đá, sinh năm 1904)
John Carr Bell (13 tháng 1 năm 1904 – 1950) là một cầu thủ bóng đá người Anh thi đấu ở vị trí thủ môn cho Sunderland.